# Karen Goodman
Karen Goodman é uma cineasta e produtora cinematográfica norte-americana. Como reconhecimento, foi nomeado ao Oscar 2011 na categoria de Melhor Documentário em Curta-metragem por Strangers No More.